# Villemoiron-en-Othe
 Villemoiron-en-Othe  es una población y comuna francesa, en la región de Champaña-Ardenas, departamento de Aube, en el distrito de Troyes y cantón de Aix-en-Othe.

## Demografía
| 238 | 180 | 149 | 135 | 178 | 207 |
| Para los censos de 1962 a 1999 la población legal corresponde a la población sin duplicidades (Fuente: INSEE [Consultar]) |     |     |     |     |     |